# Baume & Mercier
Baume & Mercier es una empresa suiza dedicada a la fabricación relojes de lujo que fue fundada en 1830. Es una filial del conglomerado del lujo Richemont.

## Historia

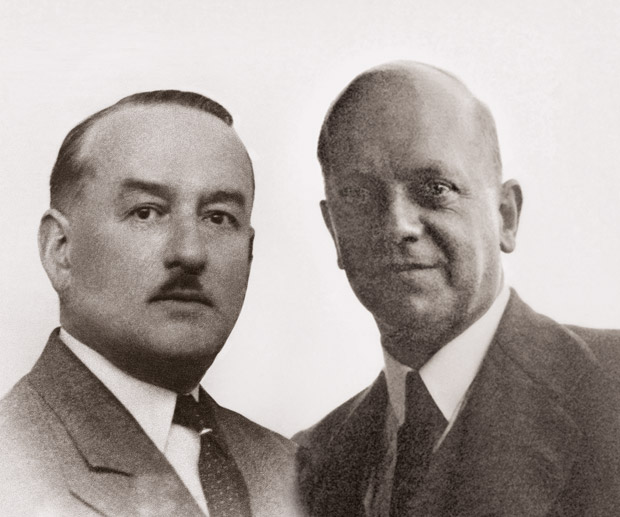
Paul Mercier y William Baume

Baume & Mercier fue fundada con el nombre de "Frères Baume" en 1830 por los hermanos Louis-Victor y Célestin Baume, quienes abrieron una relojería en Les Bois, una localidad del cantón suizo del Jura. En 1921, este fabricante de relojes suizo se expandió internacionalmente abriendo una sucursal en Londres llamada "Baume Brothers", que llevó a su expansión por todo el Imperio británico. A finales del siglo XIX, la empresa ya había consolidado su reputación internacional y sus manufacturas contaban ya con récords de precisión y victorias en diversas competiciones de cronometraje.
En 1918, el director de la empresa, William Baume, se asoció con Paul Mercier para fundar "Baume & Mercier" en Ginebra. La empresa se especializó en la fabricación de relojes de pulsera, sobre todo modelos con "diseños" inusuales que no seguían las tradicionales formas redondas. En 1919, Baume & Mercier recibió el Sello de Ginebra, la certificación internacional de calidad por excelencia de Alta Relojería.
Durante los "locos años veinte", la marca apoyó la emancipación de la mujer. En los años cuarenta, Baume & Mercier lanzó varias colecciones de relojes femeninos modernos, entre las que destacó la colección Marquise.
En los años setenta, Baume & Mercier introdujo relojes de diseño como, por ejemplo, los modelos Galaxie y Stardust. En 1973, Baume & Mercier presentó el modelo Riviera, uno de los primeros modelos del mundo de relojes deportivos de acero. En 1988, el fabricante de relojes suizo se unió al grupo Richemont.
Actualmente, la marca ofrece las colecciones Clifton, Classima y Hampton para hombres y mujeres; la colección Capeland para hombres, y las colecciones Linea y Promesse para mujeres. En 2015, Baume & Mercier reforzó su oferta de relojes deportivos asociándose con el famoso fabricante americano de coches de carreras Carroll Shelby International. La compañía ofrece actualmente los modelos "Shelby Cobra" de edición limitada, llamados así en honor al coche deportivo clásico, en sus colecciones Capeland y Clifton.

## Embajadores

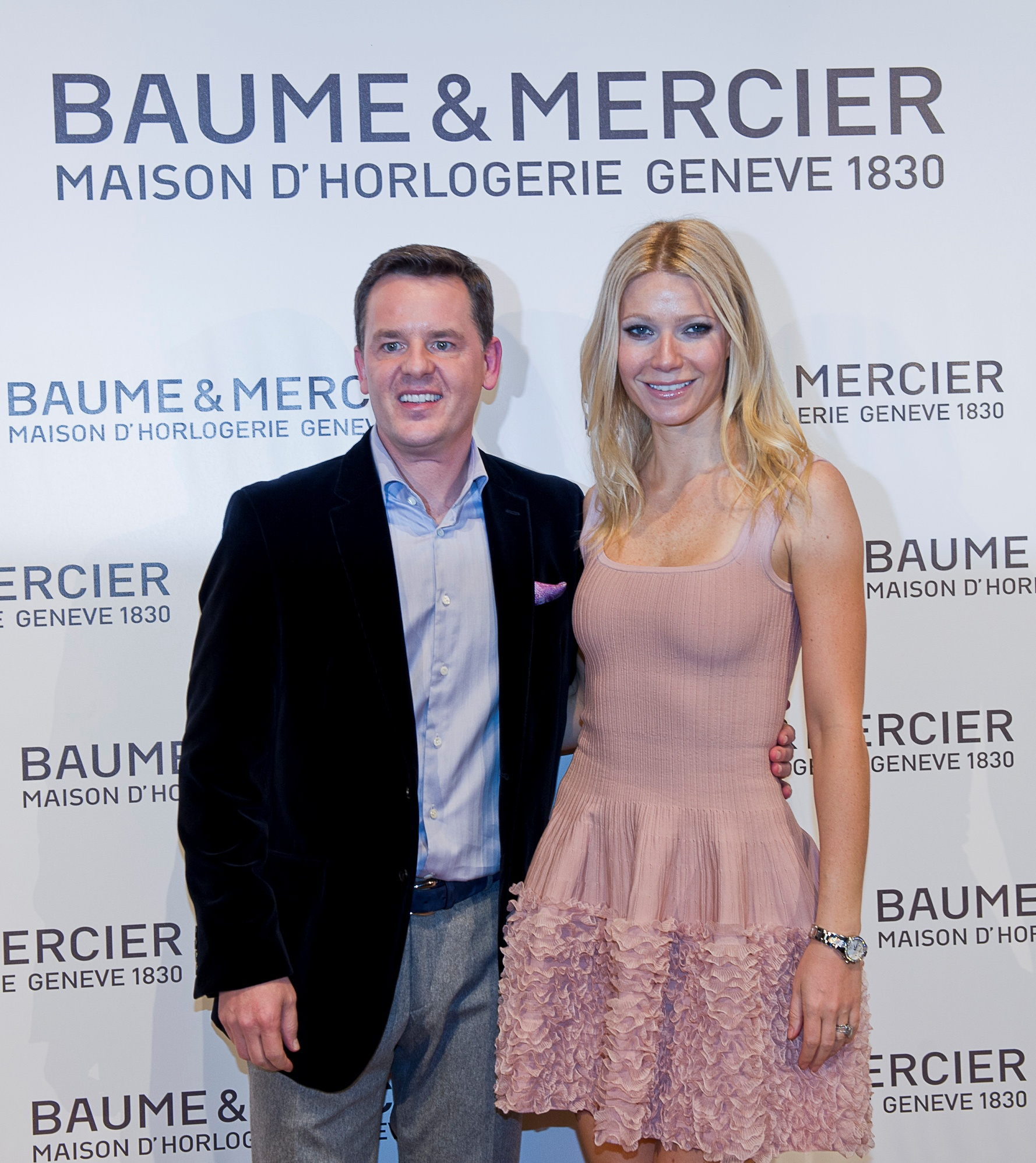
El director general de Baume & Mercier, Alain Zimmermann, con la embajadora de la marca Gwyneth Paltrow

Entre los famosos que han actuado como embajadores de la marca Baume & Mercier se encuentran Gwyneth Paltrow, Emmanuelle Chriqui, Andy Garcia, Gary Sinise, Ashton Kutcher, David Duchovny, Teri Hatcher, Kim Basinger, Evangeline Lily, y Kiefer Sutherland. La campaña publicitaria "Baume & Mercier & Me", realizada con el apoyo de celebridades, sirvió para recaudar fondos con fines benéficos. En diciembre de 2015, el actor, cantante y modelo chino Chen Kun se convirtió en una celebridad embajadora de Baume & Mercier. En su campaña de presentación, vistió un reloj de la colección Clifton.

## Colección actual
Modelos actuales de la colección de Baume & Mercier:
- Hampton: colección vintage con forma rectangular basada en las piezas de Baume & Mercier de los cuarenta con estilo art déco[13]
- Capeland: colección de cronógrafos vintage[14]
- Classima: colección de relojes clásicos minimalistas
- Línea: colección de relojes para mujer con correas intercambiables[15]
- Clifton: colección vintage basada en las piezas de Baume & Mercier de los años cincuenta[16][17]
- Promesse: colección para mujeres elegantes inspirada en sus modelos de los años 70 que incorpora un bisel ovalado rodeado por una esfera redonda.[18]

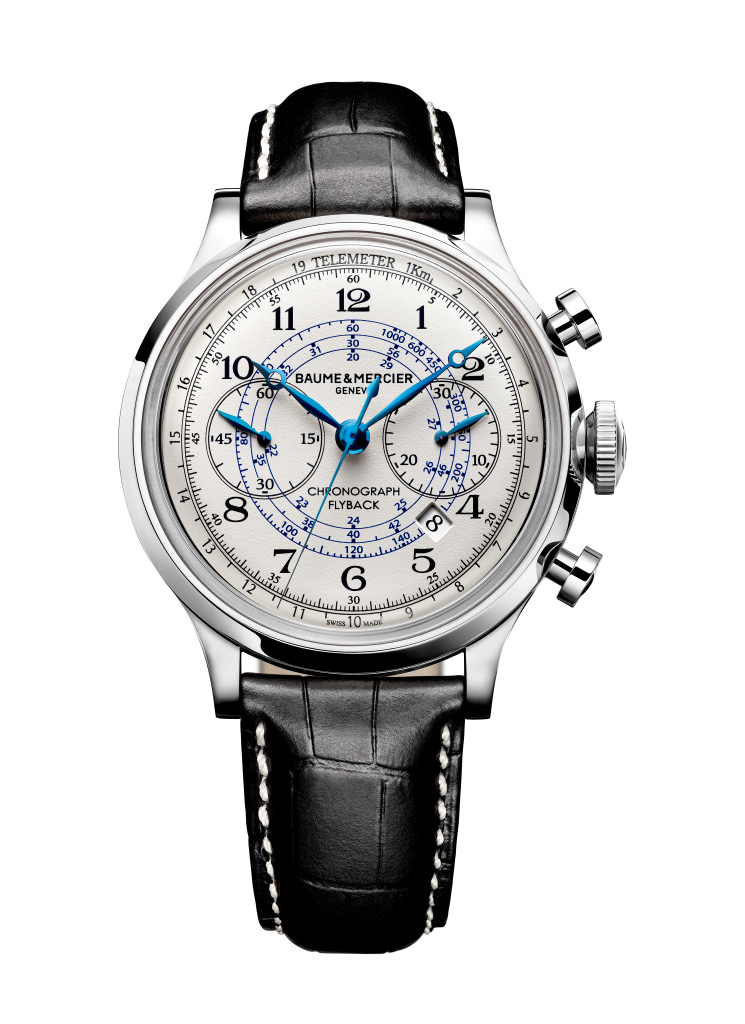
Modelo de reloj Capeland
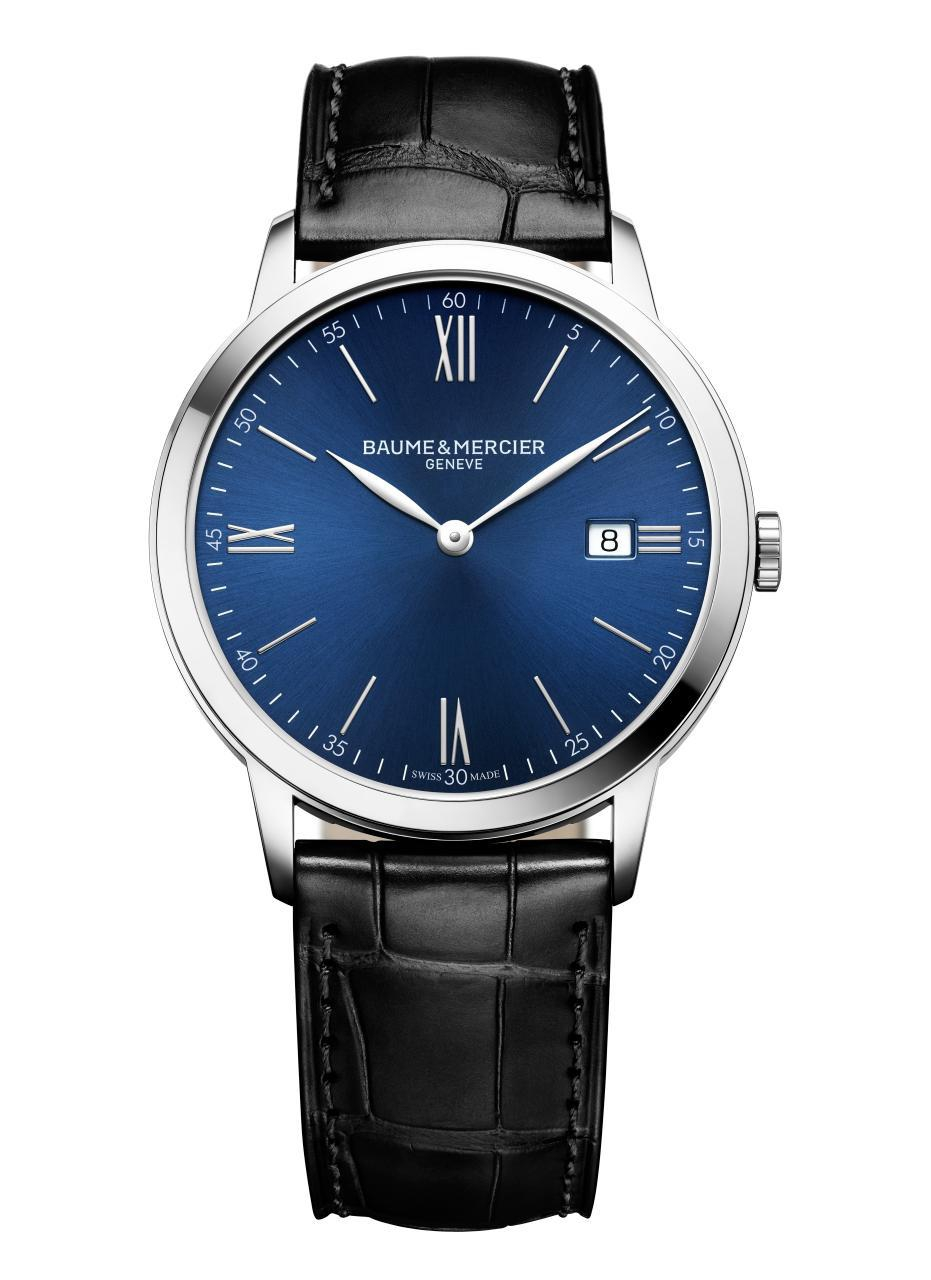
Classima 10324
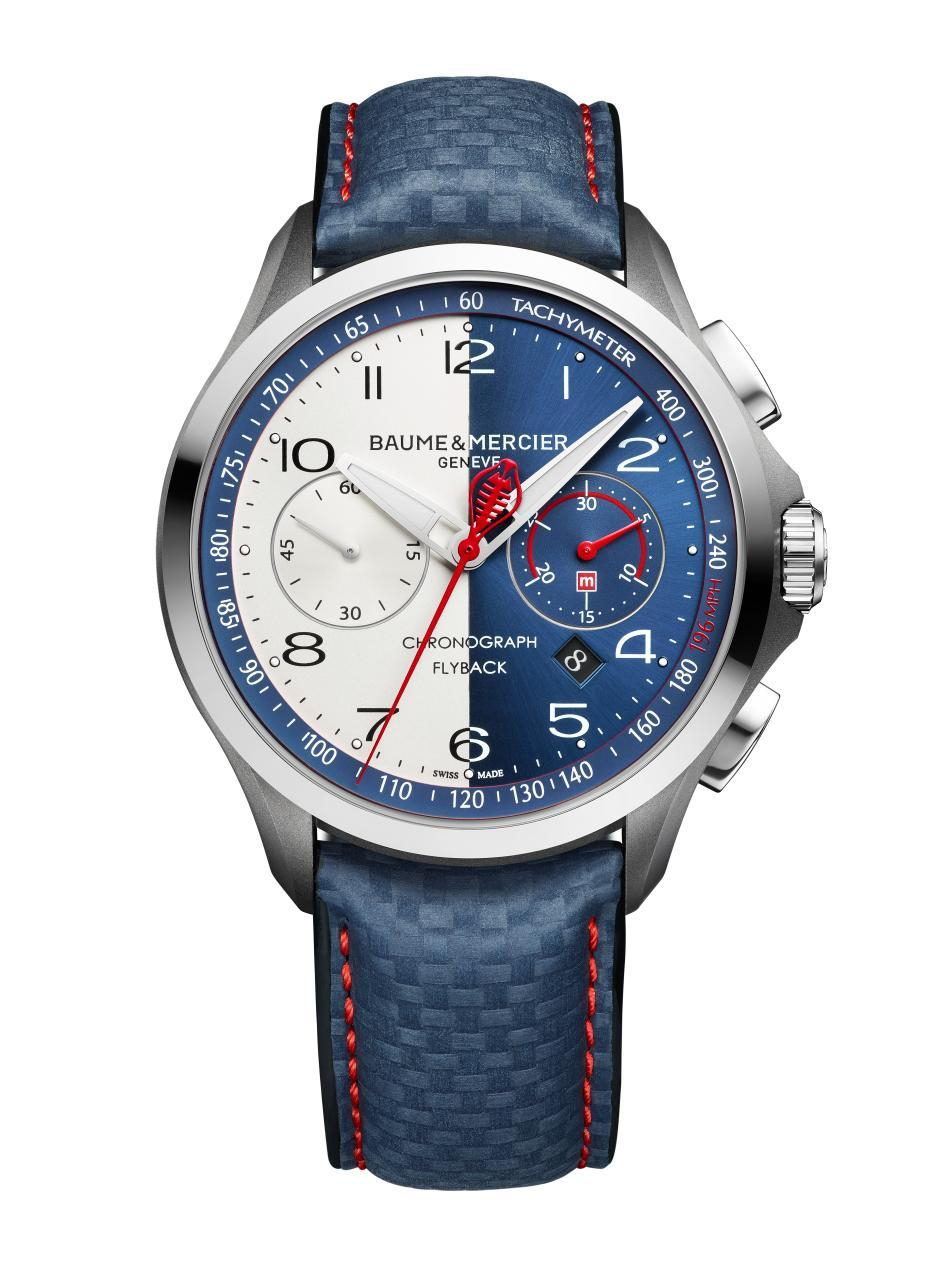
Clifton Club Shelby Cobra 10344
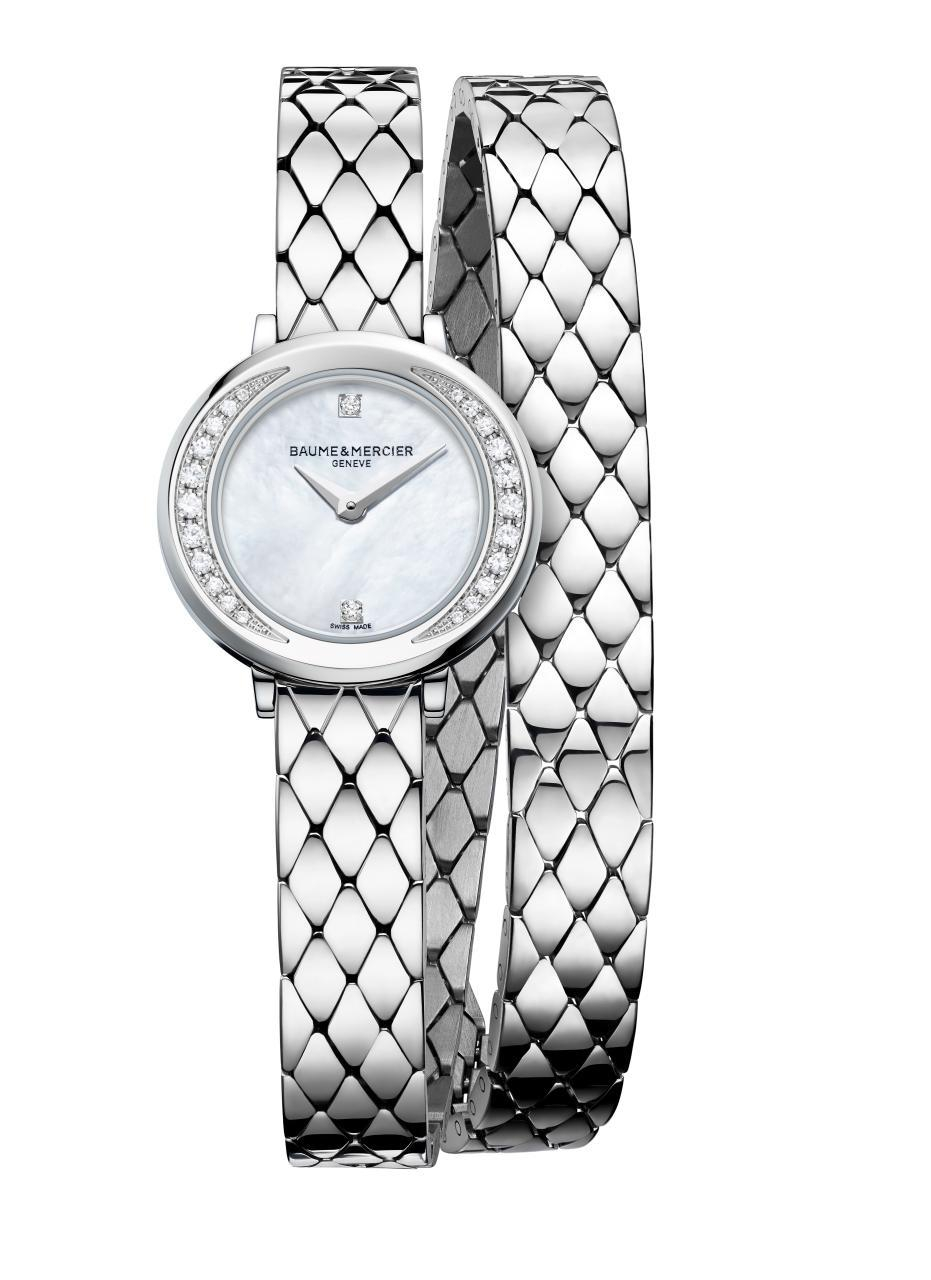
Petite Promesse 10289

## Precios
El precio de venta al público oscila entre los 2000 y 5000 USD, lo que sitúa a los relojes de Baume & Mercier en el segmento de mercado de relojes de lujo de gama media.
En 2016, Baume & Mercier empezó a presentar ofertas más asequibles por debajo de 1000 USD con el lanzamiento de sus modelos "My Classima", una subcolección de su colección Classima de relojes de vestir clásicos.

## Colecciones anteriores
- Riviera: colección de cronógrafos deportivos. Para conmemorar el juego perfecto del 29 de mayo de 2010, Roy Halladay el lanzador de los Philadelphia Phillies, compró 60 cronógrafos personalizados Riviera Sport 8724 y se los regaló a sus compañeros de equipo, al cuerpo técnico y a los empleados del club como muestra de aprecio.[21][22][23]
- Diamant: colección femenina rematada con una firma en forma de corona de "diamantes ovalada"[24]
- Iléa: colección femenina de 30 mm de diámetro rematada con un diamante central en la corona[25]

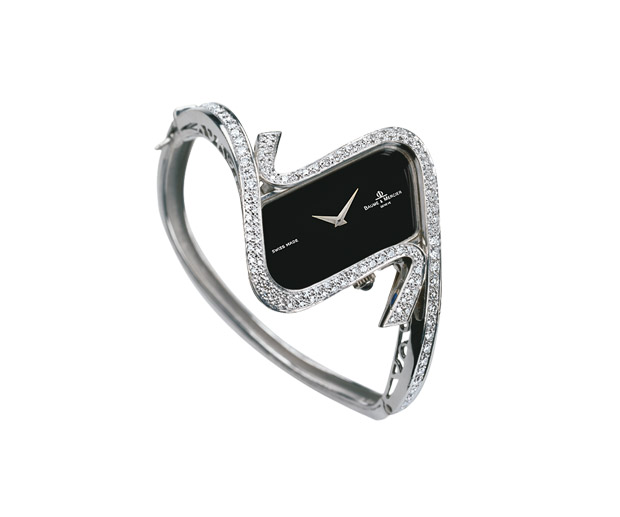
El modelo Galaxie se presentó en la década de los setenta
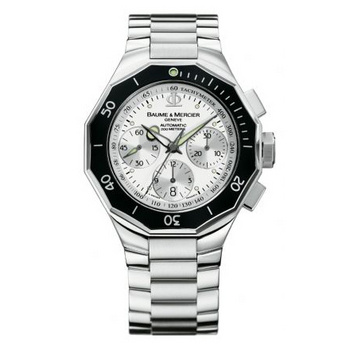
Cronógrafo Riviera Sport 8724